# 梵天
梵天（Brahmā）是古婆羅門教神話中的創物主、現今印度教所崇信的神靈之一，因佛敎文獻中將其居所大梵摩天（Mahābrahmādeva）稱爲“梵天”並以此代指之一事而得名，其為古印度教三大主神之一，祂與毗濕奴、濕婆齊名並合稱「三相神」，其形象後來成爲佛敎神話中大梵天王的形象的原型。梵天的坐騎為孔雀（或天鵝），配偶為智慧女神薩拉斯瓦蒂辯才天女，是由梵天所造生出來的，著名梵天之子達剎、眾生之主之首生於梵天之右拇指，其妻缽羅蘇底（梵Prasu^ti ）生於梵天之左拇指。在印度教中，原質（Mulaprakriti）通常與梵天配對，它是梵天力量和能量的源頭，雖然印度教經文中提到梵天有很多妻子，但她們只是原質的化身，原質涵蓋整個無限宇宙及其之外的一切，它也擁有三種純粹的品質，統領萬物以及神明：Rajas（創造，能量或力量）、Sattva（保護，智慧或善良）Tamas（毀滅，黑暗或混沌）。當梵天化身為原人時，祂是遍及一切、同時又超越一切的原始宇宙生物。過去、現在和未來的一切事物都存在於原始宇宙生物的原人身中，也是至高主神。
印度教宇宙論中，梵天掌管著創造與毀滅的循環，當梵天沉睡時，一切都會毀滅，而當梵天醒來時，一切都會被祂重新創造。在古婆羅門教教義中，梵天是萬物的本原「梵」（Brahman） 的具象化形式之一，下梵是祂藉以造創萬物的原理。「梵」是將原文發音「Brahman」的梵語翻譯過來的中文譯音，在古婆羅門教興盛時期，梵天非常受到眾人重視。然而，由於有各種原因，因此在婆羅門教興起之後，因為較為觀念性、抽象，而且沒有以其為中心的獨自神話體系，所以其普遍並未受到印度教信徒的崇祀。舉例來説，《薄伽梵往世書》宣稱梵天神是因虔誠地崇拜克里希那神一事而得以成為一個世間的最高掌管者的普通生靈。目前全印度幾萬座印度教寺廟當中專門被用來崇拜梵天的寺廟十分少見，現存最有名的專門被用來崇拜梵天的地方位於拉賈斯坦邦城鎮普斯赫卡尔，居住在其他各地的印度教信奉者大多崇拜濕婆、毗濕奴、提毘或遊樂母等地位崇高的素羅（Sura）。

## 背景簡介
在梵文語法裡，（brahmā）是泛稱中性詞「brahman」的主格單數型。梵天在馬來語和泰語裡分別稱為「Berahma」和「Phra Phrom」。在《吠陀經》和《往世書》裡，梵天不常介入三惡道，宣揚真理和祝福諸眾勝過一切法門。另外梵天又被視為「法」的創造者。古印度相信梵文字母是由梵天创造的。
根據《梵達往世書》的記載，梵天是自我誕生的，沒有母親。一説在宇宙肇始之際，梵天在毗濕奴肚臍上的蓮花上自行誕生。這也解釋了梵天的另一個名字「Nabhija」（意味「從肚臍生出來的」）的來歷。另一個神話故事則聲稱梵天是從漂流在水上的一顆金卵中誕生的，因此梵天又被稱為「Hiranyagarbha」（「金卵」的意思）。最後，金卵的剩餘部份則擴張成宇宙。由於他是在水中誕生的，因此他又被稱為「Kanja」（意味「在水中誕生的」）。一個説法聲稱梵天是首要創物主婆羅含摩及原質（Prakrti）或摩耶（Maya）的兒子。
在宇宙創造之時，梵天創造出十一位生主，根據《摩奴法典》敘述，他們分別是Marici、Atri、Angiras、Pulastya、Pulaha、Kratuj、Vashishta、Pracetas、Daksha、Bhrgu以及Narada，據信是人類的祖先。同時，梵天也創造出七位聖哲（Saptarishi），共同協助宇宙之創造。由於梵天所創造的生主和聖哲都是從他的精神而非肉體生出來的，因此他們被稱為「心靈之子」。

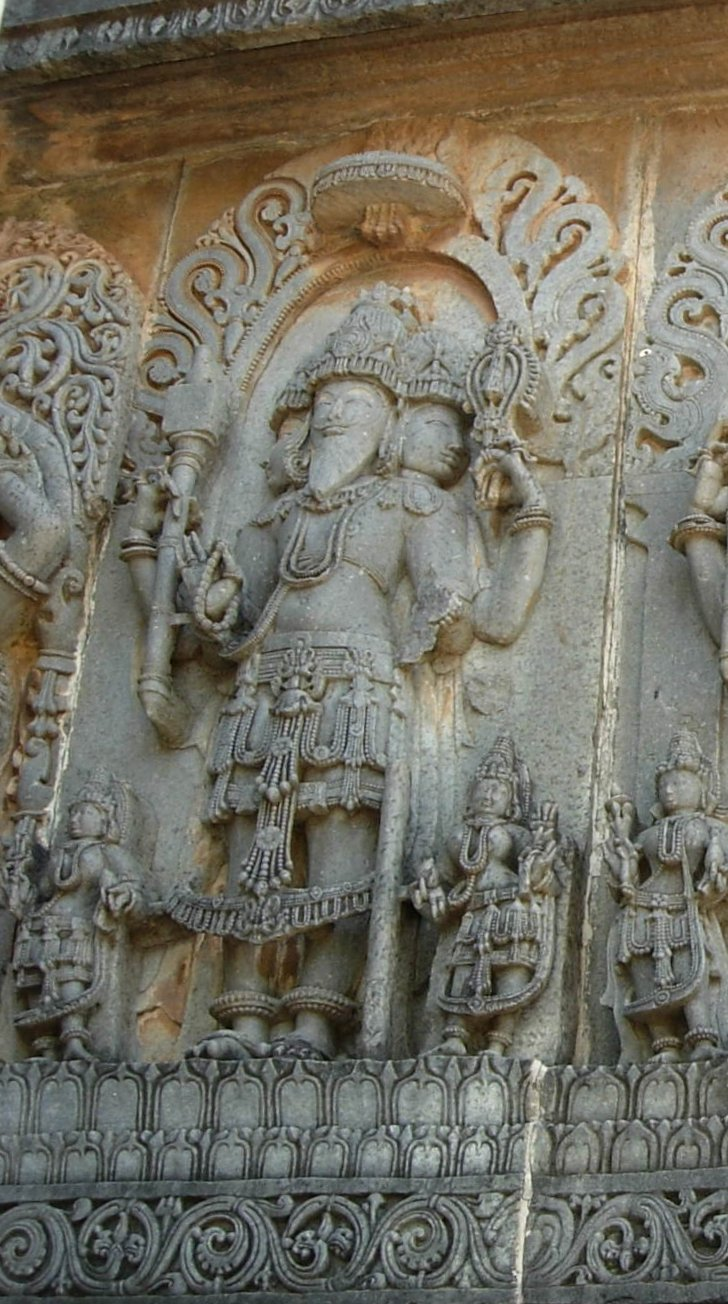
哈勒比德一所寺廟中的梵天神像。

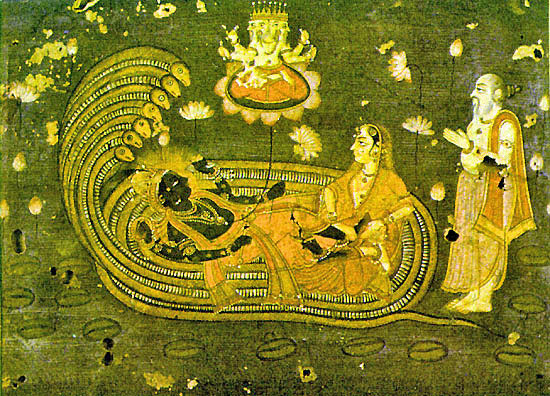
毗濕奴和吉祥天女坐臥在巨蛇舍沙的身上，而從毗濕奴肚臍生長出來的蓮花則誕生了梵天。

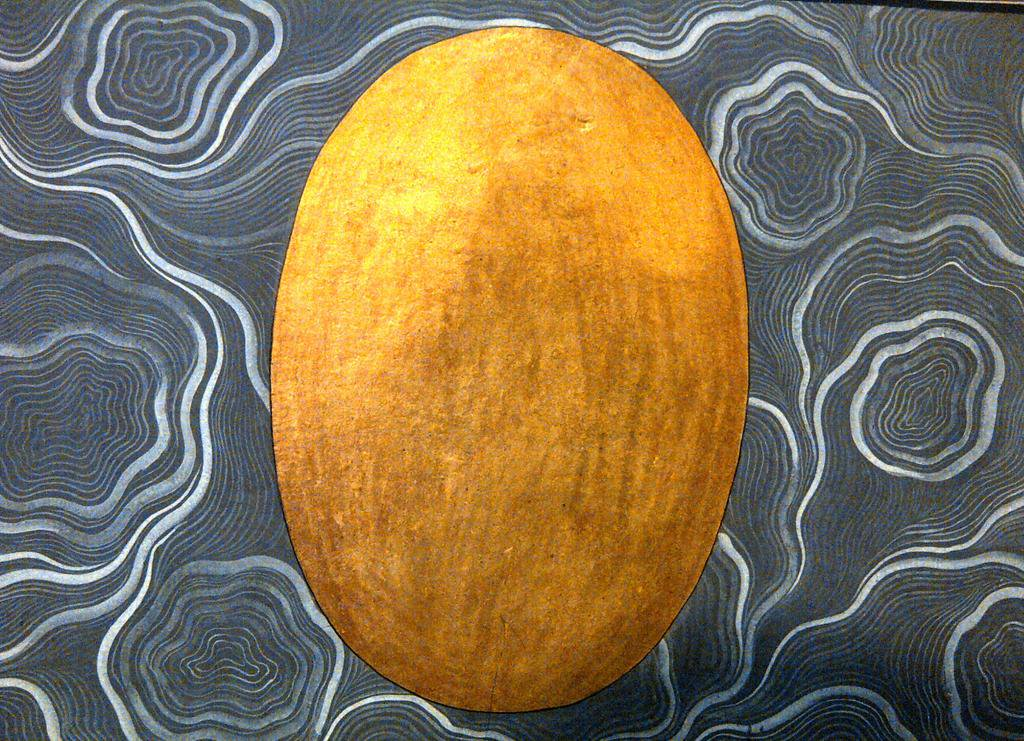
在大多數古老的印度教經文中，梵天誕生於一個金色的宇宙蛋中。

## 形象傳說

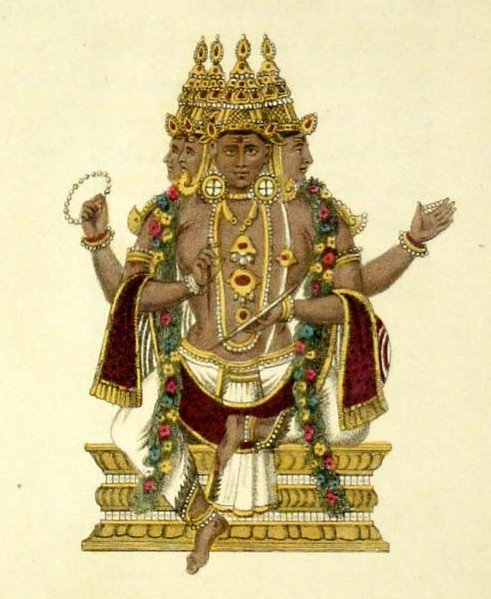
手繪的梵天像

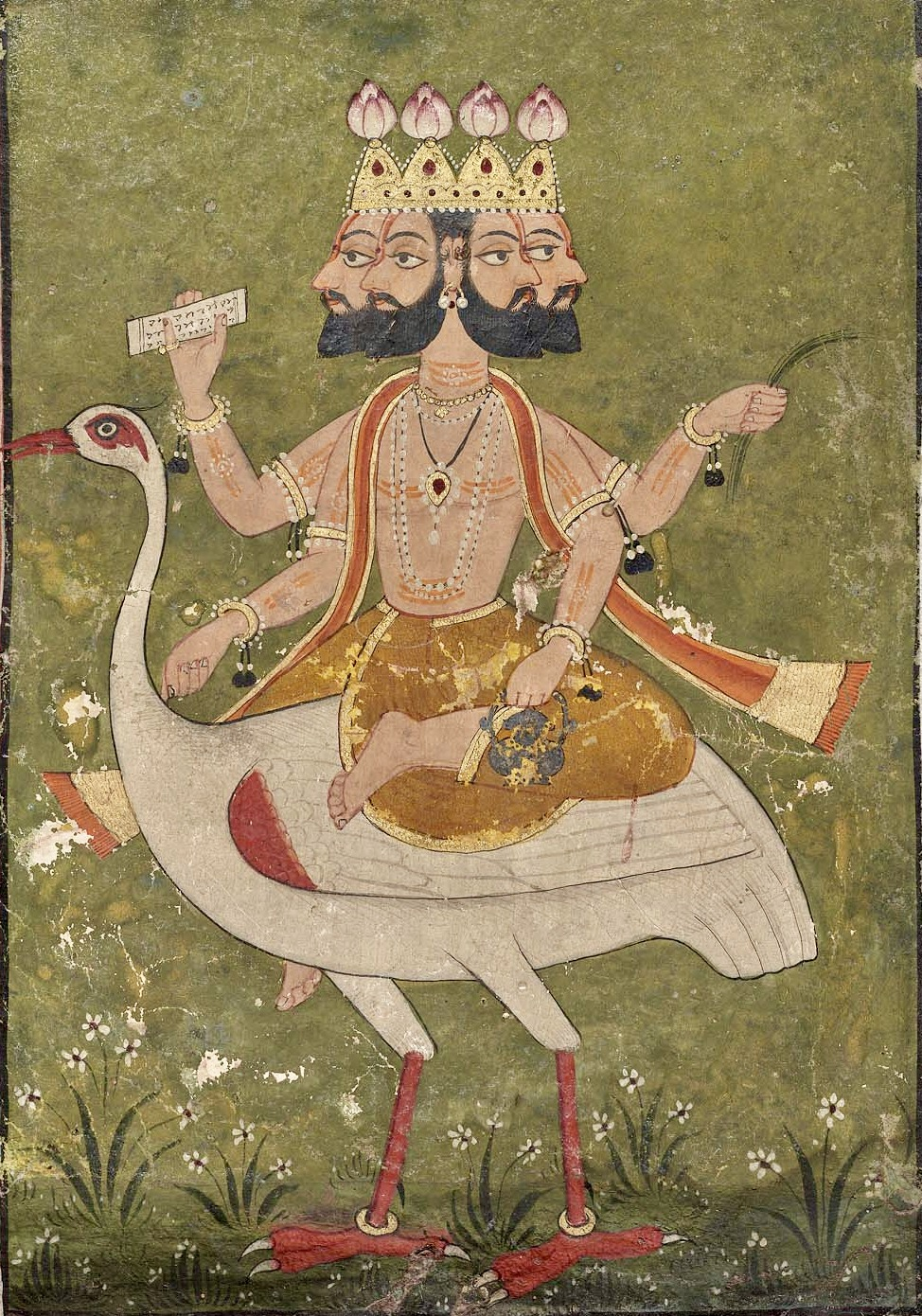
梵天騎著他的坐騎

梵天的傳統形象乃四顆頭、四張臉以及四隻手臂，口中不斷地誦讀《吠陀經》。特別在北印度，他常常有著一綹白鬍鬚，代表他幾近永恆的存在。不像其他印度教神祇，梵天的手中通常沒有任何武器；但他的一隻手握有一支湯匙型的權杖，代表著將神聖的酥油滴入自我犧牲的火柴堆。他的一隻手拿著一個水壺（有時是裝著水的椰子殼），壺中的水代表萬物初始，涵蓋一切。梵天也拿著一串念珠，是他計算宇宙時間流逝的計時器。此外他也拿著象徵神聖的《吠陀經》或與代表純淨的蓮花。梵天的坐騎是一隻孔雀（一說天鵝）。在印度教裡，凡是孔雀坐騎的天神皆是三相神，代表著天生能分辨善惡，繼而揚善棄惡。
有一個古印度神話故事講到梵天四個頭顱的由來。梵天創造一個女神，名喚莎塔如帕，之后卻開始迷戀這位擁有無雙美貌的女神，因莎塔如帕觉得不妥，于是经常转到梵天的左面、右面、后面甚至飞到上面，以避開梵天的目光。为了方便凝視莎塔如帕，原本一张脸的梵天遂长出五张脸来，擁有五個首級。後來梵天與濕婆因故爭執，在盛怒之下，濕婆用額頭上的第三隻眼放射出來的火焰，燒向了梵天朝上方看的那一面，並用左姆指的指甲割下那顆首級，於是梵天剩下現在所常見的四張臉。
另一個讲到梵天四个头颅的神话来历。梵天原来有五个头，事因於毗濕奴問梵天誰是創造宇宙的至高無上的創造者。梵天答「我即是創造宇宙的至高無上創造者」，因此毗濕奴也應該崇拜他。梵天的話令濕婆大怒，因為濕婆認為祂才是創造宇宙的至高無上的創造者，憤怒的濕婆化身為「陪臚」（Bhairava，意為「恐怖的殺戮者」），在盛怒之下，濕婆用額頭上的第三隻眼放射出來的火焰，燒向了梵天朝上方看的那一面，並用左姆指的指甲割下了那顆首級，於是梵天只剩下現在所常見的四張臉。雖然發生梵天跟濕婆不和的事件，但最終梵天跟濕婆還是和好如初。

## 形象象徵
- 四隻手臂：象徵東、西、南、北四個方向，也象徵心靈（右後方手臂）、智慧（左後方手臂）、自我（右前方手臂）、自信（左前方手臂）。
- 吠陀經：語言的一切。
- 黃金：象徵活躍在宇宙中，而金臉則代表梵天在創造宇宙時是處於活躍狀態的。
- 孔雀（或天鵝）：象徵辨別力，是梵天的座騎。
- 王冠：象徵最高地位。
- 蓮花：皇座。
- 鬍鬚：長有黑色或白色的鬚象徵智慧的永恆成長。包括了鬢、髯、髭。
- 四張臉：慈、悲、喜、捨。

## 供奉傳布

### 印度主要供奉地點

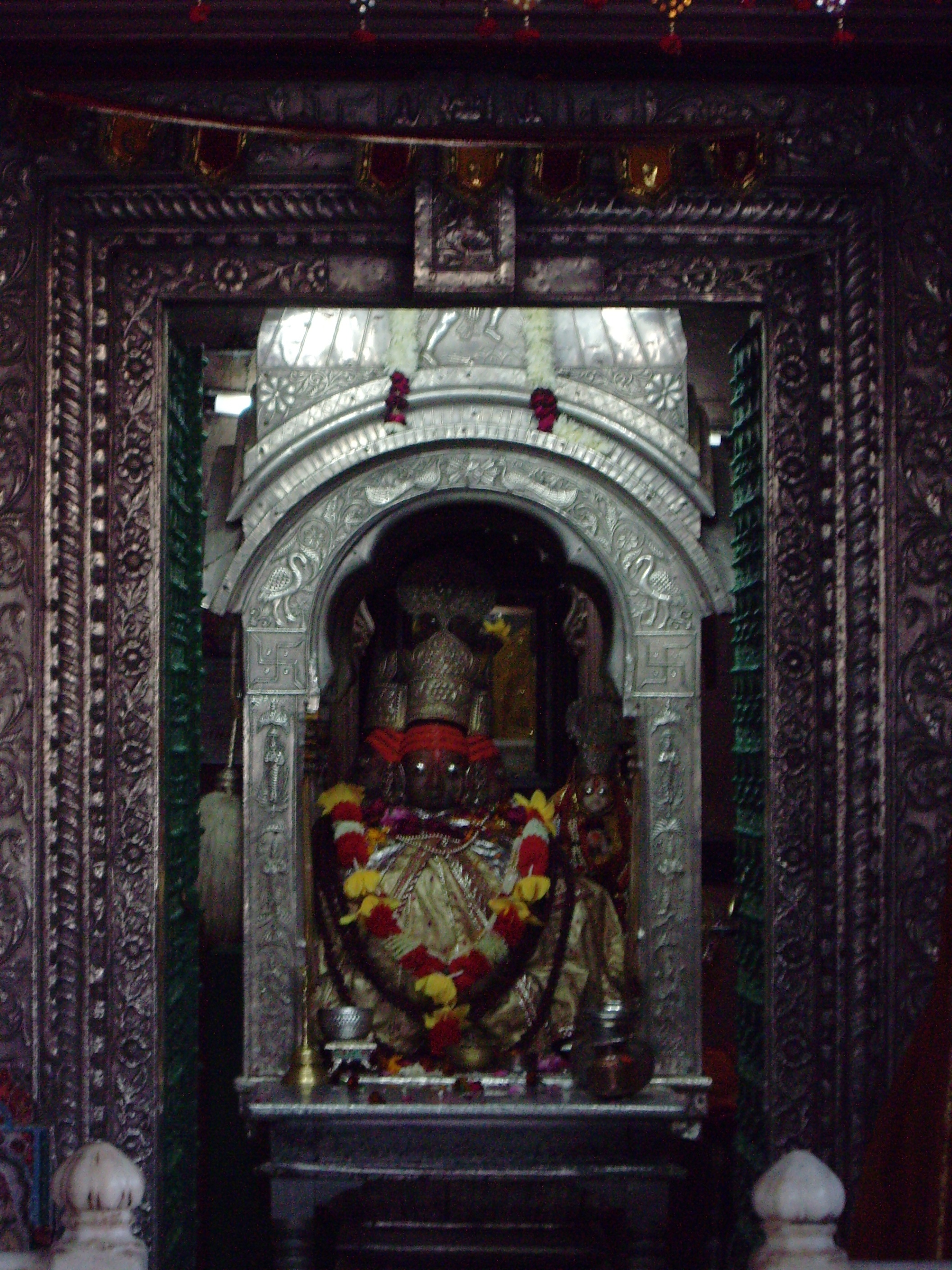
位於拉賈斯坦邦普斯赫卡尔的梵天寺廟

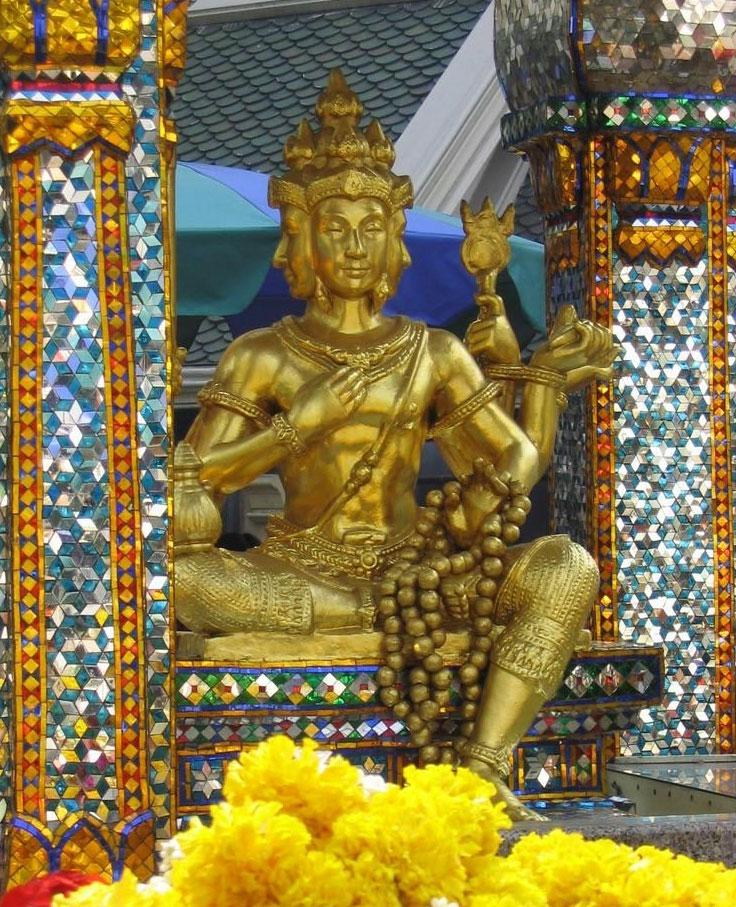
四張臉的梵天塑像（四面佛）

雖然梵天在印度教裡是三位主神的其中一位，但少有印度教徒實際崇拜他。今天的印度有好幾萬座寺廟供奉三位主神之二的毗濕奴和濕婆，但供奉梵天的寺廟並不多見，現存最有名的梵天寺廟位在拉賈斯坦邦城鎮普斯赫卡尔。到了一年一度的月圓之夜（10－11月間）時，人們便會開始為梵天而歡慶一番，上千名朝拜者會蜂擁至梵天寺廟旁的聖湖普須卡湖進行沐浴。至於普須卡以外的梵天寺廟，則以逆時針的方式按印度地理位置分述如下：
1.北印度地區：喜馬偕爾邦庫魯縣的縣治庫魯。
2.西北印地區：拉賈斯坦邦巴爾梅爾縣巴洛特拉鄉的阿所特拉、古吉拉特邦的城鎮克德布拉哈瑪也有梵天的塑像、古吉拉特邦薩巴坎塔縣的縣治凯德布拉赫马。
3.西印度地區：孟買附近的纳拉索帕拉地區也發現了高約1.8公尺的梵天塑像。果阿邦索托利鄉的布拉哈瑪·卡爾瑪利（Brahma-Karmali） 
4.西南印地區：喀拉拉邦的希魯拿伐亞。在九夜節期間，人們前往希魯拿伐亞的梵天寺廟祭祀與慶祝。
5.東南印地區：坦米爾納德邦坦加布爾縣的库姆巴科纳姆、坦米爾納德邦大城蒂魯吉拉帕利附近的希魯帕圖爾（Thirupattur）。這間廟也是聖哲夫亞克拉帕薩（Vyakrapatha）的禪定所在。安得拉邦的斯里卡拉哈斯蒂也有一座供奉梵天的寺廟。

### 傳布
佛敎將梵天吸納為護法之一，其形象是大梵天王的形象的原型。在上座部佛教盛行的東南亞，尤其是在泰國，祂的形象被改變為四面神的形象，華人大多稱之為「四面佛」，據説有使得人們獲得富貴吉祥的功能，在東南亞有非常多崇拜者。在1856至1857年間，美国文学家愛默生創作了一首標題為《梵天》的詩。

## 神話故事
梵天神的地位在早期的神話中十分崇高，被視為最早出現的生靈和天地萬物的造創者，但後來其地位逐漸下降，被貶低為次要創物主。歷史學家認為出現這種情況的原因是濕婆派及毗濕奴派興起和佛敎及耆那教不斷抨擊對於梵天神的信仰。一些教派宣稱梵天神也有壽盡的一天，祂在世間被毀滅時會消解為梵本身，而另一個大劫將會隨之展開。
印度教神話沒有提及梵天受到詛咒是因為無上法身被人濫用而在地球上引來災難。
1. 宇宙（英语：Hindu cosmology）肇始之際，毗濕奴和梵天巧遇濕婆巨大的「林伽」（陽具），於是雙方分道揚鑣，前往尋找林伽的起點與終點。毗濕奴負責尋找終點，而梵天負責尋找起點。毗濕奴變成一頭野豬，不斷向下挖掘；梵天則變成一隻天鵝，向上飛翔。但找了許久雙方仍然找不到目標。毗濕奴只好放棄，在濕婆面前跪下，表示濕婆才是宇宙真實的梵。但梵天並不輕言放棄，他不斷地飛翔，直到發現露兜樹花。由於梵天不甘示弱，他要求露兜樹花替他作假見證，說梵天已經發現林伽的起點。此時，全知的濕婆動怒，因而詛咒梵天。
2. 一種說法是，眾生有很重的偏執，為了永享安詳，在沒有任何苦行下，剽竊了梵天的法，結果人間失去秩序，眾生生出愚癡，掉進無間地獄。
3. 另一種說法，婆利古聖人（英语：Bhrigus）邀請梵天參加一場祭典，但梵天卻沉浸他的妻子辯才天女的音樂之中，完全不理會聖人的呼喚，聖人大怒之下，便詛咒梵天，留作世世代代對梵天攻訐的口實。[來源請求]

## 梵天的空間與時間
在神話中，梵天居住的空間稱為「眞實世界」（梵文 Satyaloka）在「苦修世界」（梵文 Tapoloka）的上方120,000,000由旬處，從太陽到眞實世界的距離是233,800,000由旬，約1,870,400,000英里，外昆塔（Vaikuṇṭha）的眾行星在眞實世界上方26,200,000由旬處，約209,600,000英里。
《永恆的采坦尼亚》宣稱：「在外昆塔世界裡，精神天空的四方是超越我們這個世界的住所，分別由婆蘇提婆（Vasudeva）、散卡爾善（Samkarshan）、普拉德尤那（Pradyumna）及阿那律（Aniruddha）居住。外昆塔的天空是精神之水構成的，其中住著婆蘇提婆，在眞實世界上方是毗濕奴世界（Vishnuloka），住著散卡爾善。在乳海的中心座落著一座名為“白島”（Śvetadvīpa）的島嶼，上面住著阿那律。此島嶼的地基是巨蟒阿南塔蛇所形成的蛇床。」（出自《永恆的采坦尼亚》Adi-lila第五章 (Caitanya-caritāmṛta, Ādi-līlā （页面存档备份，存于）)）
梵天大神的時間一天有日夜各十二小時，每十二小時相當於人間的四十三億兩千萬年（出自《薄伽梵往世書》第12.8.2-5  ）。